# Prémio de Poesia Luís Miguel Nava
O Prémio de Poesia Luís Miguel Nava é um prémio anual português, instituído em 1997, atribuído a uma obra de poesia publicada no ano anterior, em obediência a uma das cláusulas do testamento do poeta que dá o nome ao galardão, Luís Miguel Nava, e segundo os critérios de um júri de quatro elementos fixos (Carlos Mendes de Sousa, Fernando Pinto do Amaral, Gastão Cruz e Luís Quintais) e por um quinto elemento convidado, variável de ano para ano.
O valor monetário é atribuído pela Fundação Luís Miguel Nava, sendo a quantia de cinco mil euros.

## Premiados
- 1997 - Sophia de Mello Breyner Andresen - O búzio de cós (elemento do júri convidado: Fernando J. B. Martinho)
- 1998 - Fernando Echevarría - Geórgicas (elemento do júri convidado: Gustavo Rubim)
- 1999 - António Franco Alexandre - Quatro Caprichos (elemento do júri convidado: João Barrento)
- 2000 - Armando Silva Carvalho - Lisboas (elemento do júri convidado: Paula Morão)
- 2001 - Manuel Gusmão - Teatros do Mundo (elemento do júri convidado: Helena Buescu)
- 2002 - Fernando Guimarães - Lições de Trevas (elemento do júri convidado: Manuel Gusmão)
- 2003 - Manuel António Pina - Os livros (elemento do júri convidado: Margarida Braga Neves)
- 2004 - Luís Quintais - Duelo (elemento do júri convidado: Fátima Freitas Morna)
- 2005 - António Ramos Rosa - Génese seguido de Constelações (elemento do júri convidado: Manuel António Pina)
- 2006 - Pedro Tamen - Analogia e Dedos (elemento do júri convidado: Pedro Mexia)
- 2008 -  A.M. Pires Cabral - As Têmporas da Cinza (júri: António Carlos Cortez).
- 2009 e 2010 - Helder Moura Pereira - Se as coisas não fossem o que são (júri: Fernando J.B. Martinho).
- 2011 e 2012 -  José Bento Sitios (júri: Fernando J.B. Martinho).

nota: O ano a que o prémio se refere é o da publicação da obra e não o do ano de atribuição do mesmo.